# William Moore (lekkoatleta)
William Craig Moore (ur. 5 kwietnia 1890 w Fulham, zm. 12 maja 1956 w Worthing) – brytyjski lekkoatleta (średniodystansowiec), medalista olimpijski z 1912.

## Kariera sportowa
Zdobył brązowy medal w biegu na 3000 metrów drużynowo na igrzyskach olimpijskich w 1912 w Sztokholmie. Konkurencja ta była rozgrywana według następujących reguł: w każdym z biegów brało udział po pięciu reprezentantów każdego z krajów. Pierwsi trzej zawodnicy z każdej reprezentacji byli zawodnikami punktowanymi, na zasadzie pierwsze miejsce = jeden punkt. Drużyna z najmniejszą liczbą punktów wygrywała. Drużyna brytyjska weszła do finału bez walki, ponieważ zgłosiło się tylko pięć zespołów, a rozegrano trzy biegi eliminacyjne. W finale zajęła 3. miejsce, a Moore nie ukończył biegu. Jego kolegami z drużyny byli: Joe Cottrill, George Hutson, Cyril Porter i Edward Owen. Ponieważ wynik Moore’a nie liczył się do punktacji, nie zawsze uważany jest za medalistę olimpijskiego. Moore startował na tych igrzyskach również w biegu na 1500 metrów, ale odpadł w eliminacjach.